# Bertrandus Vacqueras
Bertrandus Vacqueras   (1450 (Gregorià) - 1507 (Gregorià)) fou un compositor i cantor italià del segle XVI.
Va ser un famós cantor de la Capella Sixtina, a Roma. des de 1483 fins al 1507.
Notable compositor molt elogiat per Glareanus, es conserven d'ell diverses Misses i Motets en la Biblioteca del Vaticà, havent-se publicat d'aquest autor una Missa i un Motet, editats per Ottaviano Petrucci el 1501 i 1502.